# Orgue de Barbarie portatif

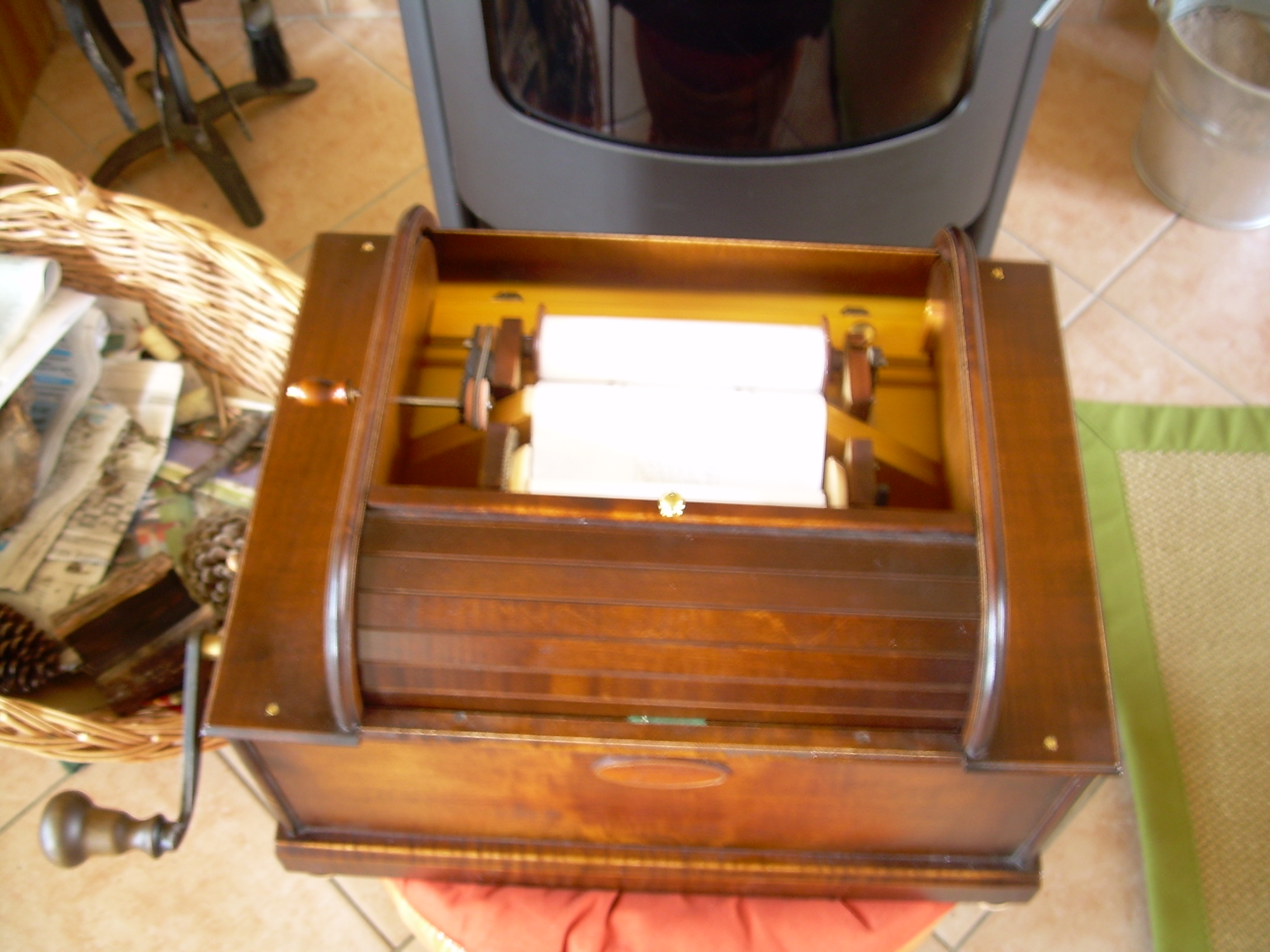
Orgue de Barbarie Chanterue

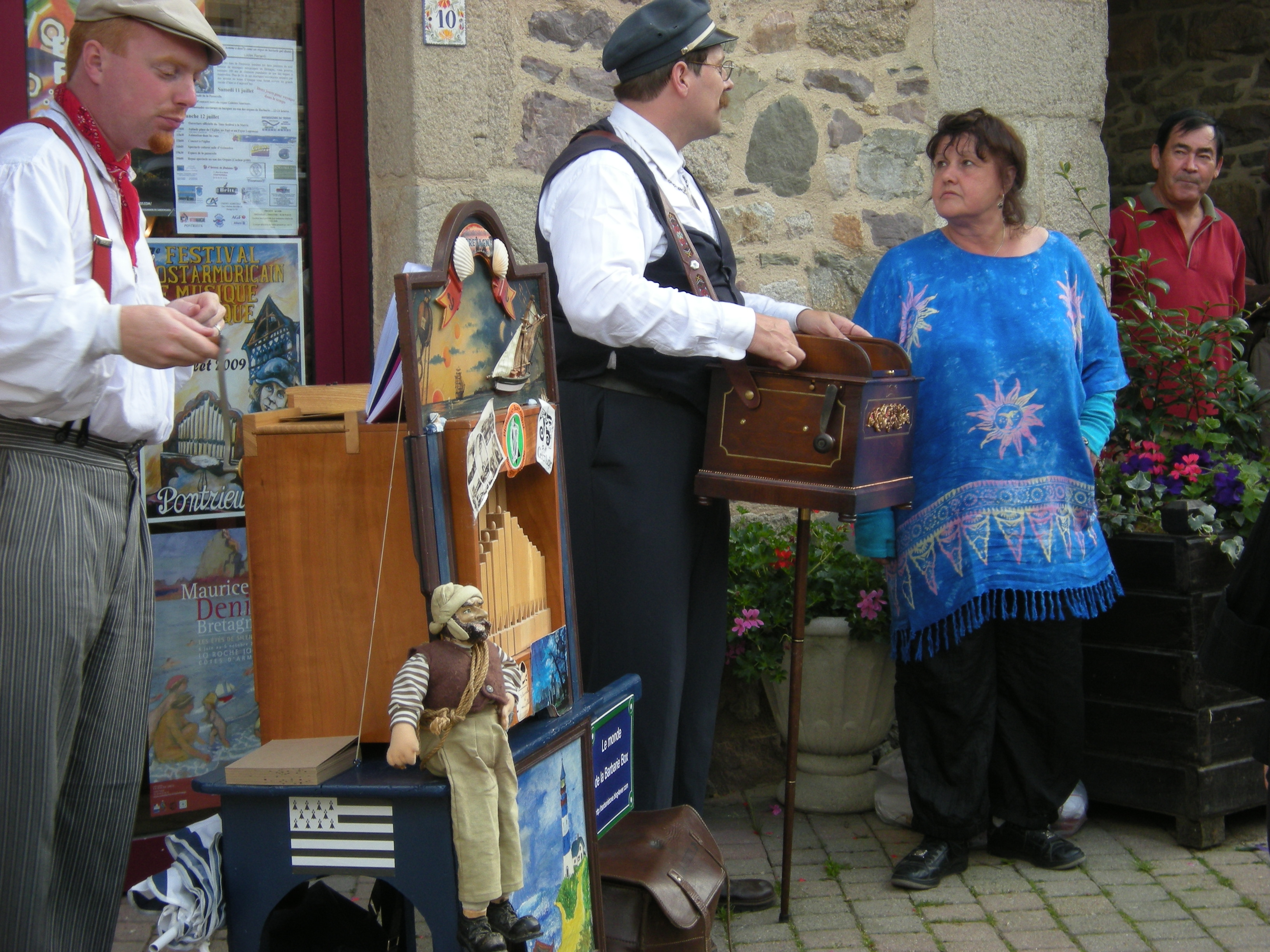
Orgue de Barbarie à rouleaux, avec son pied servant de support pour soulager le poids sur les bretelles. (Au Festival de musique mécanique de Pontrieux en 2009)

L'orgue de Barbarie portatif  a été créé en 1890.
1 500 000 exemplaires ont été fabriqués en Angleterre dont 6 500 achetés par l'Armée du salut pour prêcher, quêter et prier dans les rues, il sert aussi d'harmonium pour accompagner les offices religieux anglicans.
Ce petit orgue de Barbarie à rouleaux perforés pèse 7 kg environ et se porte en bandoulière. L'orgue de barbarie fonctionne avec des rouleaux de musique (rouleaux de papier perforés) et il est équipé d'anches libres, et non pas de tuyaux de flûte, ce qui rend l'instrument plus compact et plus léger.